# 박해경

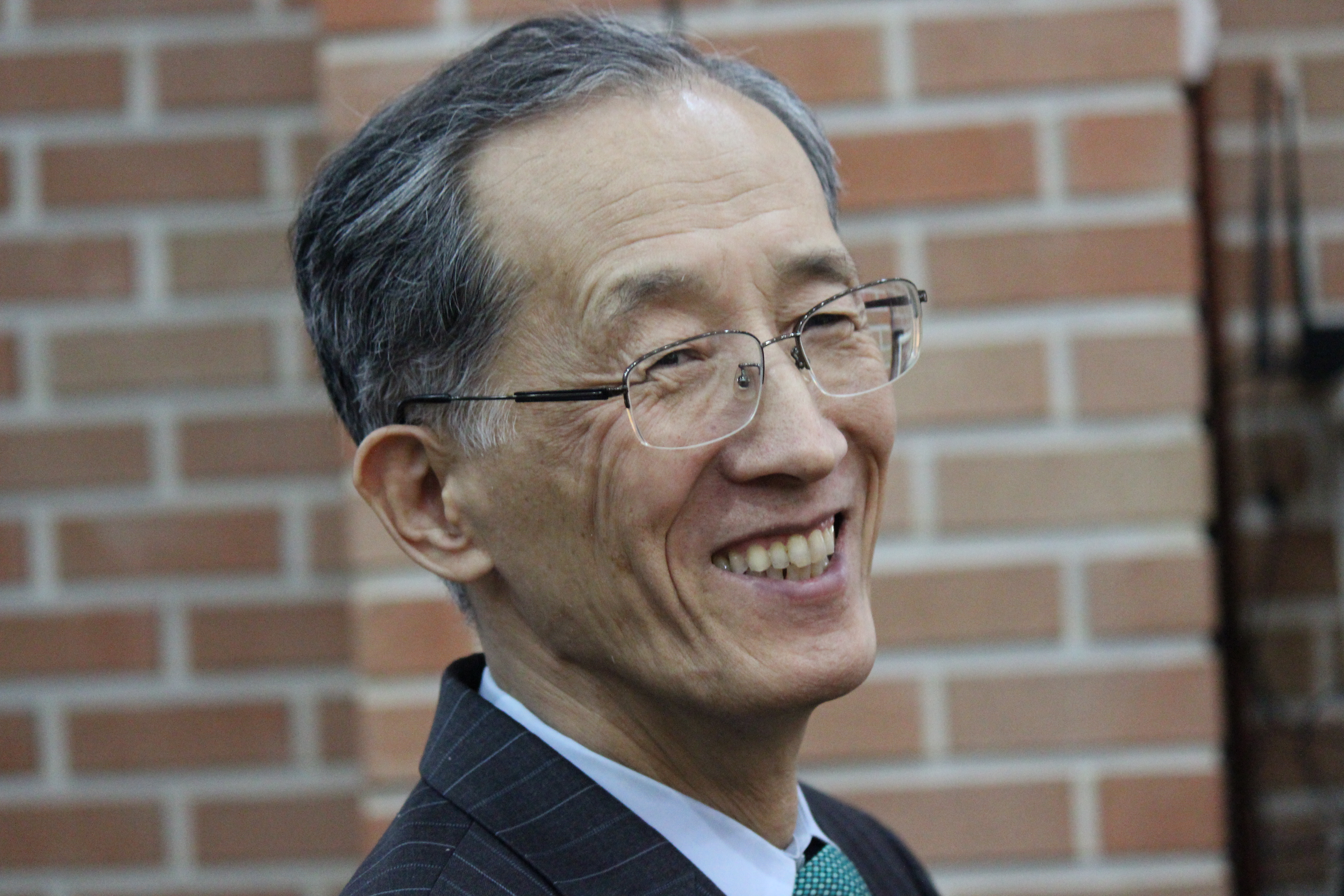
박해경 박사 문형장로교회에서 정년퇴임논문증정식 2018년 4월 8일

박해경(朴海敬, 1952년 9월 23일~)은 대한민국의 신학자이며 장로교 목사이다. 문형장로교회의 담임이며 아세아연합신학대학교에서 교수를 했으며, 백석대학교에서 조직신학을 가르쳤다. 한철하 박사의 제자로서 장 칼뱅 연구의 전문가이며 한국칼빈학회 회장을 역임하였다. 현재 한철하 박사에 대한 연구와 발표에 집중하고 있다.

## 학문활동
그의 학문은 스승 한철하 박사로부터 그의 석사논문(칼빈과 바르트의 신앙론 비교연구)은 전국신학대학협의회(KATTS)로부터 최우수 논문상을 수상했다. 그는 국제학술 활동으로 아시아칼빈학회에서 “Calvin’s Doctrine of Man”을 발표하였고, 미국 고든-콘웰신학교에서의 안식년 연구작인 “An Introductory Study of Theological Synopsis”는 한철하 박사의 신학공관을 영미권에 소개한 소중한 논문이다. 그는 <기독교고전연구회>에서 활동하고 있다. 2018년 학성 한철하 박사의 소천 이후, 학성의 신학을 선양하기 위하여 그의 딸이자 조직신학자인 한상화 박사와 학성의 마지막 직계 제자이자 자신의 제자인 최민호 목사와 함께 한철하 신학공관연구원을 창립하여 초대원장을 맡고 있다.

## 학력
- 성결대학교 졸업 (Th. B), 1979. 2. 29)
- 서울신학대학교 신학대학원 졸업 (M. Div. 1988. 2. 15)
- 아세아연합신학대학교 대학원 신학석사 졸업(Th. M. 1993. 2. 23)
- 아세아연합신학대학교 대학원 신학박사 졸업(Ph. D. 1999. 3.23)

## 경력
- 1981. 9. 3-1991. 12. 30. 대한신학교 강사
- 2001-현재 문형장로교회 담임목사
- 2002-2009 아세아연합신학대학교 조직신학 조교수-부교수)
- 2011-현재 백석대학교 조직신학 교수
- 한국칼빈학회 회장(2017년)
- 한국복음신앙학회 회장(2012-현재)
- 기독교고전연구회 회원(2000-현재)
- 알레데이아 교수선교회 부총장(2015-현재)
- 한철하 신학공관연구원 초대원장(2018년 - 현재)

## 주요저서
1. 크리스챤의 아는 것과 믿는 것 (서울: 아가페문화사, 1988)
2. 챠트로 본 조직신학 (서울: 아가페문화사, 1991)
3. 성경과 신조 (서울: 아가페문화사, 1991)
4. 챠트로 본 철학<공역> (서울: 아가페문화사,1991)
5. 믿음이란 무엇인가? (서울: 기독교문서선교회, 1994)
6. 복음이란 무엇인가? (서울: 도서출판 잠언, 1995)
7. 칼빈의 기독교강요 요약 (서울: 아가페문화사, 1998)
8. 칼빈의 신학과 복음주의 (서울: 아가페문화사, 1998)
9. 기독교교리신학사 (서울: 이레서원, 2000)
10. 위에서 본 세상 (서울: 아가페문화사, 2001)
11. 복음주의와 신학선교 (서울: 아가페문화사, 2003)
12. 칼빈의 기독론 (서울: 아가패문화사, 2004)
13. 칼빈의 신론 (서울: 이컴비즈넷, 2005)
14. 믿는 것, 아는 것 (서울: 아가페문화사, 2007)
15. 칼빈의 조직신학 (서울: 아가페문화사, 2012)
16. 현대인을 위한 칼빈의 기독교강요 해설과 토론, 한철하, 박해경 저 (칼빈아카데미,2022)

## 주요 논문
1. 1993, 3, 23.  칼빈과 바르트의 신앙론 비교연구 (ACTS, Th. M.)
2. 1999. 3. 23.  칼빈의 승천교리의 중요성과 유익(ACTS, Ph. D.)
3. 2001, 3, 20.  칼빈의 기독론의 최근 경향 (최근의 칼빈 연구, 한국칼빈학회)
4. 2003, 7, 21.  칼빈의 신앙론 (한국칼빈학회)
5. 2003. 7. 21. 그리스도의 사역론 (한국복음주의조직신학회논문집, CLC)
6. 2003. 9. 10. 칼 바르트의 예정론비판 (조직신학연구)
7. 2004, 3, 15.  Calvin's Doctrine of the Imago Dei (ACTS Theological Journal, 12)
8. 2004. 10, 30. 칼빈과 벌콥의 신앙론 비교연구 (ACTS와 21세기: 한철하 박사 팔순연 기념학술 논문집)
9. 2004, 12.     Calvin's Doctrine of the Session of Christ (ACTS Theological Journal,13)
10. 2004, 12.     칼빈의 신학방법론 (ACTS 신학과 선교, 8)
11. 2005. 3. 10.  한국교회의 문제점과 극복방안(안명준 편, 논문집)
12. 2005, 12.     칼빈과 부르너의 기도론 비교 (ACTS 신학과 선교, 9)
13. 2006, 2, 28.  Calvin's Teaching about Eternal Life (ACTS 연구논문)
14. 2007, 2, 28.  Calvin and Piety (ACTS 연구논문)
15. 2008, 5, 22.  칼빈의 중생론 (조직신학 연구)
16. 2009. 2. 17.  칼빈의 말씀론 (ACTS)
17. 2011. 8. 30  칼빈의 말씀론: 하나님과 계시와 신앙의 입체적 관계 (칼빈의 성경해석과 신학: 칼빈탄생 500주년 기념사업회)
18. 2012. 8. 6.   칼빈의 섭리론 (창조론 오픈포럼, 6권 2호)
19. 2012. 12. 17. 기독교대학의 진로와 복음신앙 (개혁주의 생명신학과 선교, 백석선교문화원)
20. 2013. 2. 16.  칼빈의 자연계시론 (창조론 오픈포럼, 7권 1호)
21. 2014. 1. 20.  그리스도의 승천교리와 성찬론의 관계 (칼빈연구 제 11집)
22. 2014. 2. 15.  영혼창조설과 생명윤리 (창조론 오픈포럼 8권 1호)
23. 2015. 2. 7.   과학적 신학이란 무엇인가? (창조론 오픈포럼 9권 1호)

## 같이 보기
- 한국칼빈학회
- 한국복음주의조직신학회
- 한국의 신학자 목록
- 개혁신학자
- 조덕영
- 한철하